# Cattedrale di San Giorgio (Nea Zichni)
La cattedrale di San Giorgio (in greco: Μητροπολιτικός Ναός του Αγίου Γεωργίου) è la cattedrale ortodossa di Nea Zichni, in Grecia, e sede della metropolia di Nea Zichni e Kato Nevrokopi.
La chiesa è stata interamente ricostruita negli anni 1967-1973 e nella sua forma attuale non conserva alcun elemento architettonico dei precedenti edifici. La precedente chiesa del 1835 era costruita in pietra secondo il modello architettonico della basilica a tre navate con un unico tetto a due falde. L'interno della chiesa era abbellito da affreschi del 1865 e l'esterno era decorato con archi.